# Vachellia seyal
Vachellia seyal là một loài thực vật có hoa trong họ Đậu. Loài này được (Delile) P.J.H. Hurter mô tả khoa học đầu tiên năm 2008.